# Oliarus cinerea
Oliarus cinerea är en insektsart som beskrevs av Albert Burke Wolcott 1921. Oliarus cinerea ingår i släktet Oliarus och familjen kilstritar. Inga underarter finns listade i Catalogue of Life.